# Leo Ezequiel Bilanski
Leo Ezequiel Bilanski (10 de septiembre de 1977; Buenos Aires) es un empresario argentino que ejerce el cargo de presidente de la Asociación de Empresarios y Empresarias Nacionales para el Desarrollo Argentino y de director del medio de comunicación especializado en PyMES, Mundo Empresarial.

## Reseña biográfica
Críticas recibidas
En el año 2020, Bilanski impulsó la ley de teletrabajo en Argentina. Algunos funcionarios y empresarios se manifestaron en contra de esta acción, ya que la ley en sus 20 artículos implica determinadas obligaciones para el sector empleador. Entre ellas, estipula que deben proveer al empleado de hardware, software e Internet para que pueda cumplir las tareas correspondientes a su puesto laboral.
Historia
Leo Bilanski nació el 10 de septiembre de 1977 en la Provincia de Buenos Aires. Obtuvo la tecnicatura mecánica en máquinas y herramientas y posteriormente, se diplomó en Gestión y Dirección de PyMES en la UNSaM. En el año 2003 fundó una empresa dedicada a la fabricación de máquinas blisteras. En el año 2007, como fundador, fue Secretario de Hacienda de la Federación Argentina de Jóvenes Empresarios (FedAJE). En el año 2001 fue incubado en la primera edición de la incubadora de emprendedores del Instituto Tecnológico de Buenos Aires y en el año 2005 en la Universidad Tecnológica Nacional. Ejerció el cargo de secretario adjunto de la Confederación Argentina de la Mediana Empresa hasta el año 2012 y dirigente de la Confederación General Económica de la República Argentina en el año 2013 y 2014. En el año 2013, participó del Canal Ciudadano, que exponía una producción audiovisual destinada a estimular el control del programa gubernamental de Precios Cuidados.
En enero del año 2015 fundó un medio de comunicación especializado en PyMES: Mundo Empresarial. En Noviembre del mismo año, junto a otros empresarios, impulsó el movimiento de empresarios nacionales que luego se consolidó con la constitución de la Asociación de Empresarios y Empresarias Nacionales para el Desarrollo Argentino (ENAC). Desde entonces, preside esta institución y por ocupar la presidencia, integra el Consejo económico y social, el Consejo de Argentina contra el hambre, el Consejo PyME del Banco Nación y el Consejo PyME del ENARGAS, entre otros. Desde el año 2016, Bilanski se desarrolla como el coordinador de la comisión de empresarios nacionales del Instituto Patria. En el año 2017 se postuló como precandidato a Diputado Nacional para la Ciudad de Buenos Aires por el espacio “Ahora Buenos Aires” junto a Itai Hagman, Elizabeth Gómez Alcorta y Jonathan Thea, entre otros. En el año 2021, ENAC junto al periodista Mariano Hamilton publicaron el libro "Nunca Más Económico", en el cual participó Leo Bilanski junto a Estela de Carlotto, Cecilia Nicolini, Adolfo Perez Esquivel, Raúl Zaffaroni, Alfredo Zaiat, Alejandro Bervovich, Marco Enrique Ominami, Ana Castellani, Elizabeth Gomez Alcorta, Alejandro Vanoli, Federico Arias, Roberto Villarruel y Hernán Arbizu. Durante el 2022, Bilanski junto a más de 500 empresarios y empresarias desarrollaron un paquete de iniciativas denominado "Instituto para la economía PyME" con cinco ejes y veinte propuestas para crear cien mil nuevas pymes en Argentina y un millón de puestos de trabajo registrados privados.
Labor legislativa
En el 2008, Bilanski promovió la reglamentación de la ley 25.872 para el Programa Nacional de Apoyo al Empresario Joven. En el año 2013, dio impulso a la ley 26.878 para el Día Nacional del Joven Empresario. Además, en el Congreso de la Nación impulsó la Ley 27.545 “ley de góndolas” y la ley 27.555 “ley de teletrabajo”.
Participó en la constitución de la Federación Iberoamericana de Jóvenes Empresarios (FIJE) que tuvo lugar en Buenos Aires en el año 2008. Además, participó en congresos internacionales de jóvenes empresarios en España y en el Encuentro de Jóvenes Empresarios G20Y. En este último, participó en representación de Argentina en un taller de responsabilidad social con Muhammad Yunus.
Durante el gobierno de Mauricio Macri (2015-2019), realizó una activa resistencia al modelo de gobierno, impulsando los pedidos de "emergencia pyme" en el Congreso de la Nación Argentina. Además, impulsó la coalición "ni una pyme menos" que exponía que 25.000 pymes habían cerrado entre el 2016 y el 2019.